# Arturo Ruiz López
Arturo Ruiz López, exjugador de bádminton de España que actualmente es el director técnico de la Federación Española de Bádminton.
Se proclamó campeón de España en individual masculino en cuatro ocasiones: 1997, 1999, 2000 y 2004. Además, tiene el récord de campeonatos de España consecutivos, ya que se proclamó 10 veces seguidas campeón de España en dobles masculino entre 1992 y 2001, formando pareja con Ernesto García. También junto a él consiguió alcanzar la tercera plaza en el Campeonato del Mundo universitario. En 1995 consiguió además proclamarse campeón de España en dobles mixtos junto con Dolores Marco.
Participó en los Campeonatos del Mundo de 1995, 1997, 2001 y 2003.

## Premios, reconocimientos y distinciones
- Mejor Deportista Masculino de 2001 en los Premios Deportivos Provinciales de la Diputación de Alicante[1]